# Sundance Film Festival/Großer Preis der Jury – Bester ausländischer Spielfilm

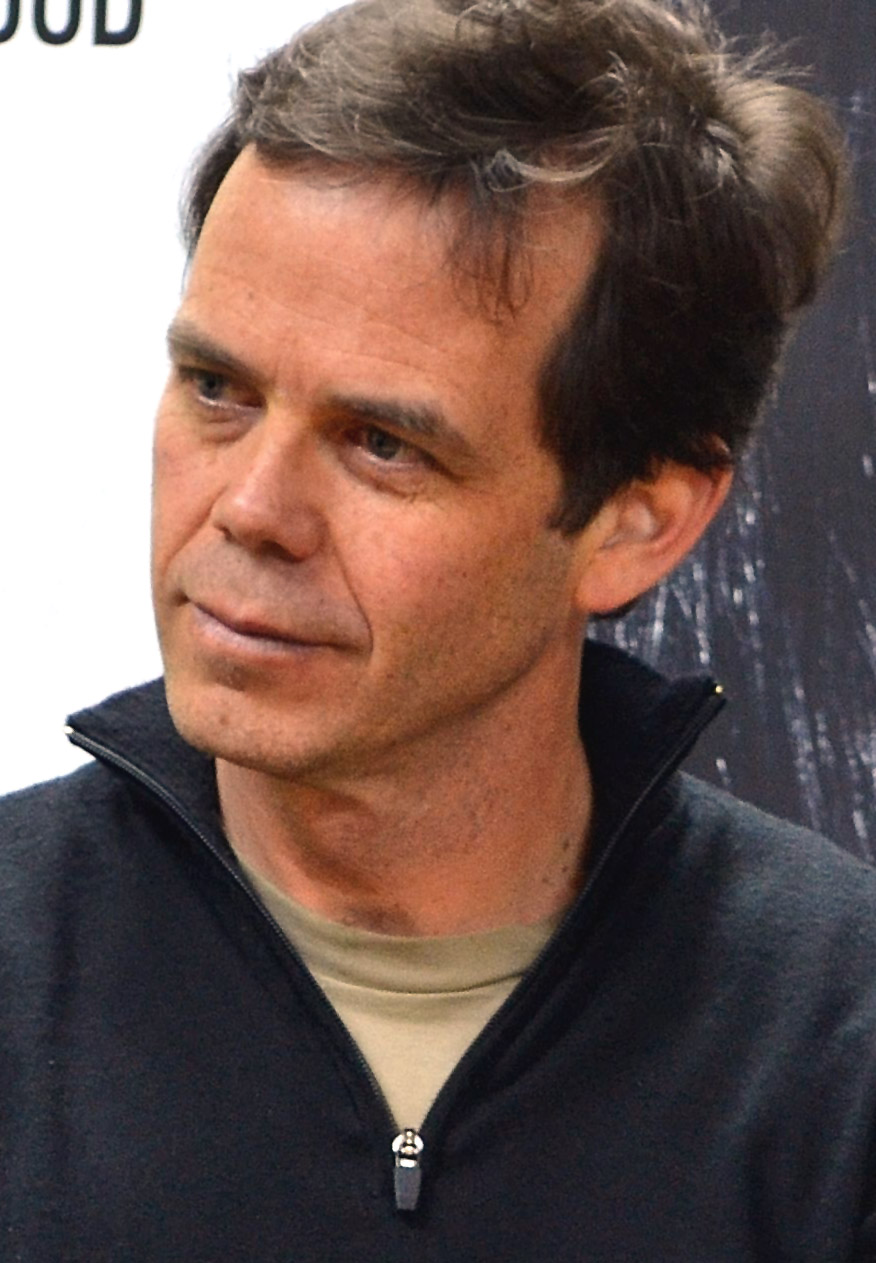
Preisträger 2012: Andrés Wood

Mit dem Jurypreis (World Cinema Jury Prize: Dramatic) wird beim jährlich veranstalteten Sundance Film Festival der beste ausländische Spielfilm im Wettbewerb prämiert.
Der Preis wird seit der 22. Auflage des Filmfestivals im Jahr 2005 vergeben, separat zum Großen Preis der Jury für US-amerikanische Spielfilme. Über die Vergabe entscheidet eine jährlich wechselnde, drei Mitglieder zählende Jury, die i. d. R. aus überwiegend nicht-amerikanischen Filmschaffenden besteht. Bisher konnte kein Regisseur die Auszeichnung mehr als einmal gewinnen.
| Jahr | Preisträger                         | Deutscher Titel                  | Regie                           |
| ---- | ----------------------------------- | -------------------------------- | ------------------------------- |
| 2005 | O Herói                             | nicht bekannt                    | Zézé Gamboa                     |
| 2006 | 13 Tzameti                          | 13 Tzameti                       | Géla Babluani                   |
| 2007 | אדמה משוגעת (Adama Meshuga'at)      | Sweet Mud – Im Himmel gefangen   | Dror Shaul                      |
| 2008 | Ping-pongkingen                     | nicht bekannt                    | Jens Jonsson                    |
| 2009 | La nana                             | La Nana – Die Perle              | Sebastián Silva                 |
| 2010 | Animal Kingdom                      | Königreich des Verbrechens       | David Michôd                    |
| 2011 | Sykt lykkelig                       | Happy Happy                      | Anne Sewitsky                   |
| 2012 | Violeta se fue a los cielos         | Violeta Parra                    | Andrés Wood                     |
| 2013 | Jiseul                              | nicht bekannt                    | Muel O                          |
| 2014 | To Kill a Man                       | To Kill a Man – Rache ist bitter | Alejandro Fernández Almendras   |
| 2015 | Slow West                           | Slow West                        | John Maclean                    |
| 2016 | La ciénaga entre el mar y la tierra | Between Sea and Land             | Manolo Cruz Carlos del Castillo |
| 2017 | The Nile Hilton Incident            | Die Nile Hilton Affäre           | Tarik Saleh                     |
| 2018 | Butterflies                         | Butterflies                      | Tolga Karaçelik                 |
| 2019 | The Souvenir                        | The Souvenir                     | Joanna Hogg                     |